# Wladyslaw Waschtschuk
Wladyslaw Wiktorowytsch Waschtschuk (ukrainisch/russisch Владислав Ващук; * 2. Januar 1975 in Kiew) ist ein ehemaliger ukrainischer Fußballspieler.

## Karriere

### Verein
Von 1993 bis 2002 spielte er für den Fußballverein Dynamo Kiew. Zwischenzeitlich spielte er für Spartak Moskau und Tschornomorez Odessa. Im Sommer 2004 absolvierte Waschtschuk Probetrainings bei den deutschen Bundesligisten Hannover 96 und 1. FSV Mainz 05, wurde jedoch nicht verpflichtet. Von 2005 bis 2008 spielte er wieder für Dynamo Kiew. Waschtschuk gewann insgesamt neunmal die ukrainische Meisterschaft und sechsmal den ukrainischen Pokal. Für den Verein schoss er in 274 Spielen zwölf Tore. Ab 2009 stand Wladyslaw er für eine Spielzeit wieder bei Tschornomorez Odessa unter Vertrag. Er beendete 2011 bei Wolyn Luzk seine Karriere.

### Nationalmannschaft
Außerdem wurde er vom ukrainischen Nationaltrainer Oleh Blochin in den 23-köpfigen Kader der ukrainischen Nationalmannschaft für die Fußball-WM 2006 berufen.
Wladyslaw Waschtschuks Platzverweis beim Spiel gegen Spanien (0:4) am 14. Juni 2006, 15 Uhr in Leipzig war die erste Rote Karte der Weltmeisterschaft 2006 als Ergebnis einer groben Fehlentscheidung des Schweizer Schiedsrichters Massimo Busacca.

## Erfolge
- Ukrainischer Meister: 1994, 1995, 1996, 1997, 1998, 1999, 2000, 2001, 2007
- Ukrainischer Pokalsieger: 1996, 1998, 1999, 2000, 2006, 2007
- Ukrainischer Superpokalsieger: 2006